# Robert Lee Ghormley
Robert Lee Ghormley (15 de octubre de 1883-21 de junio de 1958) fue un vicealmirante de la Armada de los Estados Unidos, que sirvió como comandante en el área del Pacífico Sur durante la Segunda Guerra Mundial.

## Biografía
Ghormley nació en Portland, Oregón, el 15 de octubre de 1883. Se graduó en la Academia Naval de los Estados Unidos en junio de 1906 y desempeñó servicios en cruceros durante los cinco años siguientes. En 1911 hasta 1913, el teniente Ghormley fue Asistente y Teniente de bandera del comandante en jefe de la Flota del Pacífico, participando en la campaña de Nicaragua de 1912. Siendo ya capitán de corbeta Ghormley pasó la mayor parte de la Primera Guerra Mundial en el acorazado Nevada como asistente. Casi al final del conflicto, se le nombró como director auxiliar del servicio naval de transporte de ultramar . En 1920-22, comandó el destructor Sands, con el cual realizó misiones en el Mar Mediterráneo.
Promovido al rango de comandante en julio de 1921, Ghormley sirvió como asistente de la secretaría auxiliar de la marina de guerra durante 1923-25 y como oficial ejecutivo del acorazado Oklahoma por los dos años próximos. En 1927 se convirtió en el Secretario del Cuartel General de la Armada en Washington D. C.. Capitán Ghormley fue Jefe del Personal de Comandantes de la Fuerza de Batalla y de la Flota de los Estados Unidos durante el comienzo de los años 1930. Después de trabajar con el jefe de operaciones navales, se convirtió en el oficial al mando del Nevada en 1935 y un año más tarde volvió al personal de la flota de los EE. UU. En 1938 terminó el curso mayor en la universidad de guerra naval.
El Contraalmirante Ghormley fue director de la División de Planes de la Guerra y Jefe Asistente de Operaciones Navales hasta el agosto de 1940, cuando fue a la Gran Bretaña como observador naval especial. En el rango de vicealmirante, sirvió como comandante en el área del Pacífico Sur y de las fuerzas del Pacífico Sur desde junio a octubre de 1942, durante los primeros tiempos críticos de la campaña sitiar y retener Guadalcanal y Tulagi. Consternado por el pesimismo de Ghormley, el almirante Nimitz lo substituyó.
Después de un encargo de algunos meses en Washington D. C., volvió al Pacífico para convertirse en el Comandante del 14.º distrito naval en Hawái. En diciembre de 1944, el vicealmirante Ghormley se posesionó como comandante de las fuerzas navales de los Estados Unidos en Alemania, y se desempeñó en este servicio hasta el diciembre de 1945. Pasó sus últimos meses en el servicio activo como miembro del Comando General, en el Departamento de la Armada, y se retiró en agosto de 1946. El Vicealmirante Robert L. Ghormley falleció el 21 de junio de 1958 y sus restos fueron enterrados en el Cementerio Nacional de Arlington.